# 1978-as Formula–1 olasz nagydíj
Az olasz nagydíj volt az 1978-as Formula–1 világbajnokság tizennegyedik futama.

## Futam
A legjobb edzésidőt Mario Andretti érte el Villeneuve és Jabouille előtt. A rajtnál Gianni Restelli indítóbíró olyan gyorsan váltotta zöldre a lámpákat, hogy a bemelegítő körből beérkező utolsó versenyzők még sebességben voltak, az élen állók közé rohanó kocsik hatalmas káoszt okoztak. Patrese jobb oldalon kikerülve a mezőnyt el tudott menni, Scheckter viszont meglökte Hunt kocsiját, aki emiatt ütközött Ronnie Petersonnal, a palánkról visszacsapódó kocsiba pedig Vittorio Brambilla rohant bele. Peterson Lotusának lerepült a tanksapkája és a kiömlő benzintől kigyulladt, Hunt és Depailler húzták ki a lángok közül a svéd pilótát. Peterson éjszaka a kórházban belehalt sérüléseibe. A balesetben Brambillát egy leszakadó kerék találta el, ő túlélte a balesetet, de többet nem versenyzett. A balesetért sokáig Patresét okolták a versenyzők, a következő nagydíjon még indulni sem engedték. 1983-ban mentették fel egy polgári per során, ahol bebizonyították, hogy a baleset pillanatában Patrese a közelben sem volt.
Az újraindított versenyt Andretti nyerte, második Villeneuve lett, azonban korai rajt miatt mindketten egy perc büntetést kaptak. Andretti így a hatodik helyért járó egy pontjával nyerte meg a világbajnoki címet.
| Helyezés | #  | Versenyző             | Csapat/Motor       | Körök | Idő/Kiesés oka  | Rajthely | Pontszám |
| -------- | -- | --------------------- | ------------------ | ----- | --------------- | -------- | -------- |
| 1        | 1  | Niki Lauda            | Brabham-Alfa Romeo | 40    | 1:07:04,54      | 4        | 9        |
| 2        | 2  | John Watson           | Brabham-Alfa Romeo | 40    | +1,48           | 7        | 6        |
| 3        | 11 | Carlos Reutemann      | Ferrari            | 40    | +20,47          | 11       | 4        |
| 4        | 26 | Jacques Laffite       | Ligier-Matra       | 40    | +37,53          | 8        | 3        |
| 5        | 8  | Patrick Tambay        | McLaren-Ford       | 40    | +40,39          | 19       | 2        |
| 6        | 5  | Mario Andretti        | Lotus-Ford         | 40    | +46,33          | 1        | 1        |
| 7        | 12 | Gilles Villeneuve     | Ferrari            | 40    | +48,48          | 2        |          |
| 8        | 14 | Emerson Fittipaldi    | Fittipaldi-Ford    | 40    | +55,24          | 13       |          |
| 9        | 29 | Nelson Piquet         | McLaren-Ford       | 40    | +1:06,83        | 24       |          |
| 10       | 22 | Derek Daly            | Ensign-Ford        | 40    | +1:09,11        | 18       |          |
| 11       | 4  | Patrick Depailler     | Tyrrell-Ford       | 40    | +1:16,57        | 16       |          |
| 12       | 20 | Jody Scheckter        | Wolf-Ford          | 39    | +1 kör          | 9        |          |
| 13       | 27 | Alan Jones            | Williams-Ford      | 39    | +1 kör          | 6        |          |
| 14       | 33 | Bruno Giacomelli      | McLaren-Ford       | 39    | +1 kör          | 20       |          |
| HN       | 17 | Clay Regazzoni        | Shadow-Ford        | 33    | +7              | 15       |          |
| Kiesett  | 35 | Riccardo Patrese      | Arrows-Ford        | 28    | Motorhiba       | 12       |          |
| Kiesett  | 7  | James Hunt            | McLaren-Ford       | 19    | Elosztó         | 10       |          |
| Kiesett  | 37 | Arturo Merzario       | Merzario-Ford      | 14    | Motorhiba       | 22       |          |
| Kiesett  | 15 | Jean-Pierre Jabouille | Renault            | 6     | Motorhiba       | 3        |          |
| Kiesett  | 6  | Ronnie Peterson       | Lotus-Ford         | 0     | Halálos baleset | 5        |          |
| Kiesett  | 3  | Didier Pironi         | Tyrrell-Ford       | 0     | Baleset         | 14       |          |
| Kiesett  | 16 | Hans-Joachim Stuck    | Shadow-Ford        | 0     | Baleset         | 17       |          |
| Kiesett  | 30 | Brett Lunger          | McLaren-Ford       | 0     | Baleset         | 21       |          |
| Kiesett  | 19 | Vittorio Brambilla    | Surtees-Ford       | 0     | Baleset         | 23       |          |
| NK       | 25 | Héctor Rebaque        | Lotus-Ford         |       |                 |          |          |
| NK       | 10 | Harald Ertl           | ATS-Ford           |       |                 |          |          |
| NK       | 9  | Michael Bleekemolen   | ATS-Ford           |       |                 |          |          |
| NK       | 18 | Carlo Franchi         | Surtees-Ford       |       |                 |          |          |
| NeK      | 23 | Harald Ertl           | Ensign-Ford        |       |                 |          |          |
| NeK      | 32 | Keke Rosberg          | Wolf-Ford          |       |                 |          |          |
| NeK      | 36 | Rolf Stommelen        | Arrows-Ford        |       |                 |          |          |
| NeK      | 38 | Alberto Colombo       | Merzario-Ford      |       |                 |          |          |

### Statisztikák
Vezető helyen:
- Gilles Villeneuve 34 (1-34)
- Mario Andretti 6 (35-40)

Niki Lauda 17. győzelme, Mario Andretti 16. pole-pozíciója, 10. leggyorsabb köre.
A Brabham 20. győzelme.